# Una ragazza per bene
Una ragazza per bene (Nice Girl?) è un film statunitense del 1941 diretto da William A. Seiter e basato su Nice Girl, lavoro teatrale di Phyllis Duganne. Prodotto e distribuito dalla Universal Pictures, il film fu girato in bianco e nero con il sistema sonoro Western Electric Mirrophonic Recording. Di genere musicale, aveva come interpreti Deanna Durbin, Franchot Tone, Walter Brennan, Robert Stack, Robert Benchley, Helen Broderick, Ann Gillis, Anne Gwynne.

## Trama
A Stillwater, cittadina del Connecticut, nella famiglia del professor Oliver Dana l'unica che, in casa, lavora in maniera efficiente, è la governante Cora Foster. Dana, preside del liceo locale, ha tre figlie:  l'aspirante attrice Sylvia, la maliziosa Nancy e la tranquilla Jane. Quest'ultima, trascurata dal suo ragazzo, Don Webb, che sembra più interessato ai motori che lei, si sente attratta da un nuovo venuto, Richard Calvert, un giovane professore inviato dalla fondazione Van de Meer per considerare se il professor Dana sia meritevole di una borsa di studio. Jane cerca di attirare la sua attenzione ma poi Calvert deve partire per New York e lei allora si offre di dargli un passaggio con l'auto che le ha imprestato Don. Durante un temporale, l'auto si guasta e Jane pare costretta a passare la notte a casa di Richard. Mentre si trova sola con lui, bevendo dello champagne vestita del solo pigiama, Richard però si comporta da vero gentiluomo. Rispondendo al telefono, Jane sente che lui, rivolgendosi a sua madre, per tranquillizzarla le dice che "non si tratta altro che di una delle ragazze Dana". Disperata, Jane scappa per tornare a casa. Arrivata all'alba, sveglia tutta la città con il clacson dell'auto. Confessa poi la sua avventura al padre che cerca di tranquillizzarla, poiché non è successo niente di grave. Ma i pettegolezzi cominciano a girare e finisce che tutti credono che Jane e Richard sono ormai fidanzati. Lei, con le spalle al muro, conferma la notizia, mostrando anche un falso anello di fidanzamento come prova. Richard, che avrebbe dovuto partire per l'Australia, giunge invece a Stillwater per informare il professor Dana di essere riuscito ad ottenere la borsa di studio. Al bazar, Dana e Calvert ricevono le congratulazioni dei cittadini ma erroneamente credono che tutti quei complimenti siano per la borsa di studio e non per il fidanzamento di Calvert con Jane. Quando Richard si accorge dell'equivoco, riesce a organizzare la "rottura" con la falsa fidanzata anche con l'aiuto di suo padre. Intanto Don, sconvolto, si arruola nell'esercito. Jane va a cercarlo e i due finalmente si riconciliano. Jane, allora, mentre i soldati stanno per partire, canta per loro, con particolare attenzione per il "suo" soldatino.

## Produzione
Il film venne girato con il titolo di lavorazione Love at Last. Le riprese iniziarono l'11 novembre 1940 per finire a fine gennaio 1941. In febbraio, furono aggiunte alcune scene musicali.
Secondo Hollywood Reporter, fu il nono film di Deanna Durbin con il produttore Joe Pasternak e il primo nel quale la giovane attrice interpretava un ruolo da adulta. La Universal organizzò un ricevimento per il diciannovesimo compleanno della Durbin, durante il quale lei presentò la canzone I'm Nineteen Now scritta espressamente per lei da Walter Jurmann e Bernie Grossman.

## Distribuzione
Distribuito dalla Universal Pictures, il film uscì negli Stati Uniti il 21 febbraio 1941. A New York, venne presentato il 26 marzo 1941. In Messico, con il titolo Tuya seré, venne distribuito il 30 maggio 1941. Nello stesso anno, uscì anche in Uruguay in versione originale con i sottotitoli come Tuya seré (20 agosto) e, come Härligt men farligt, in Svezia (25 agosto). In Portogallo, dove fu distribuito il 23 novembre 1942, prese il titolo Serei Tua!. In Spagna, presentato a Barcellona il 15 marzo 1943 e a Madrid il 29 marzo, quello di Mujercita. In Ungheria, dove uscì il 16 ottobre 1945, il titolo fu tradotto in Asszony akarok lenni.
Fu la prima volta che un film interpretato da Deanna Durbin ebbe qualche guaio di censura - anche se molto leggero - con l'Hays Office.